# كافادارشي
كافادارشي هي مدينة، وبلدة، تتبع بلدية كافادارتسي ‏، هي عاصمة بلدية كافادارتسي ‏، بلغ عدد سكانها 38٬741 نسمة، في 2002، تبلغ مساحتها 15٫1 كيلومتر مربع، رمزها البريدي هو 1430.

## المناخ
يظهر الجدول التالي التغييرات المناخية على مدار السنة لكافادارشي:
| البيانات المناخية لـكافادارشي     | البيانات المناخية لـكافادارشي | البيانات المناخية لـكافادارشي | البيانات المناخية لـكافادارشي | البيانات المناخية لـكافادارشي | البيانات المناخية لـكافادارشي | البيانات المناخية لـكافادارشي | البيانات المناخية لـكافادارشي | البيانات المناخية لـكافادارشي | البيانات المناخية لـكافادارشي | البيانات المناخية لـكافادارشي | البيانات المناخية لـكافادارشي | البيانات المناخية لـكافادارشي | البيانات المناخية لـكافادارشي |
| الشهر                             | يناير                         | فبراير                        | مارس                          | أبريل                         | مايو                          | يونيو                         | يوليو                         | أغسطس                         | سبتمبر                        | أكتوبر                        | نوفمبر                        | ديسمبر                        | المعدل السنوي                 |
| --------------------------------- | ----------------------------- | ----------------------------- | ----------------------------- | ----------------------------- | ----------------------------- | ----------------------------- | ----------------------------- | ----------------------------- | ----------------------------- | ----------------------------- | ----------------------------- | ----------------------------- | ----------------------------- |
| متوسط درجة الحرارة الكبرى °م (°ف) | 4.5 (40.1)                    | 8.4 (47.1)                    | 13.1 (55.6)                   | 17.8 (64.0)                   | 22.9 (73.2)                   | 27.7 (81.9)                   | 30.3 (86.5)                   | 30.0 (86.0)                   | 26.4 (79.5)                   | 19.6 (67.3)                   | 12.2 (54.0)                   | 6.1 (43.0)                    | 18.2 (64.9)                   |
| المتوسط اليومي °م (°ف)            | 0.9 (33.6)                    | 3.9 (39.0)                    | 7.9 (46.2)                    | 12.0 (53.6)                   | 16.8 (62.2)                   | 20.8 (69.4)                   | 23.0 (73.4)                   | 22.6 (72.7)                   | 19.2 (66.6)                   | 13.9 (57.0)                   | 7.7 (45.9)                    | 2.7 (36.9)                    | 12.6 (54.7)                   |
| متوسط درجة الحرارة الصغرى °م (°ف) | −2.6 (27.3)                   | −0.6 (30.9)                   | 2.7 (36.9)                    | 6.3 (43.3)                    | 10.7 (51.3)                   | 14.0 (57.2)                   | 15.7 (60.3)                   | 15.3 (59.5)                   | 12.1 (53.8)                   | 8.2 (46.8)                    | 3.2 (37.8)                    | −0.7 (30.7)                   | 7.0 (44.7)                    |
| الهطول مم (إنش)                   | 34 (1.3)                      | 33 (1.3)                      | 36 (1.4)                      | 39 (1.5)                      | 57 (2.2)                      | 43 (1.7)                      | 33 (1.3)                      | 29 (1.1)                      | 33 (1.3)                      | 45 (1.8)                      | 55 (2.2)                      | 43 (1.7)                      | 480 (18.8)                    |
| المصدر: Climate-Data.org          |                               |                               |                               |                               |                               |                               |                               |                               |                               |                               |                               |                               |                               |

## مدن شقيقة
| - بلفن، بلغاريا - برنيك، بلغاريا - دوبريتش، بلغاريا - Panagyurishte، بلغاريا - غورنيي ميلانوفاتس، صربيا - Kovin، صربيا | - بولييفاتس، صربيا - ماكارسكا، كرواتيا - Năsăud، رومانيا - Kemalpaşa، تركيا - Ugljevik، البوسنة والهرسك - إيزمائيل، أوكرانيا |

## أعلام
- ميلان لفوف
- بيتار أنجيلوف